# 浅井直種
浅井 直種（あざい なおたね）は、戦国時代の武将。近江国の守護大名京極氏の家臣。浅井亮政の実父。

## 略歴
浅井氏の庶流に当たる。文明12～13年（1480～1481年）ごろの『清水寺再興奉加帳』に「江州浅井蔵人丞直種」の名が見える。『江北記』では文明18年（1486年）に下坂庄代官職を求める下坂秀雄による夜討ちに合力したとある。『東浅井郡誌』では、この時期に直種が浅井氏を代表して行動していることから、直種は浅井直政の叔父であり、早世した直政の父に代わり直政が成人するまでの間家政を行ったとみる。
明応5年（1496年）、美濃国守護・土岐氏の内乱（船田合戦）において、石丸利光・利高討伐のため京極氏は浅井氏・三田村氏を鵜飼（岐阜市黒野）に派遣しており（『船田後記』）、この浅井氏を『東浅井郡誌』では直種とみる。
文亀元年（1501年）6月、浅井氏と三田村氏は上坂家信を除こうと京極材宗を立てて今浜（長浜市）で戦った（『江北記』）が、討ち死にした（『東寺過去帳裏書』）。『東浅井郡誌』ではこの討ち死にした浅井氏を直種とみる。
『江北記』に「浅井蔵人、今の備前守親なり」とあるように、甥で宗家の浅井直政に男子がいなかったため、次子の亮政を直政の娘蔵屋の婿として宗家を継がせた。
『柳営婦女伝』『浅井家譜』の系図では亮政の父を備後守廣政とするが、直種が備後守を称したことは確認できない。